# Статукво
За британската рок група Status Quo вижте Стейтъс Куо. 
Статукво (на латински: status quo – „състоянието, в което...“) е термин в международното право, който изразява съществувало или съществуващо в определен момент фактическо или правно положение, или  е исторически,
политически и дипломатически термин, означаващ настоящето, съществуващо състояние на взаимоотношенията.
„Запазване на статуквото“ означава оставяне на нещата така, както са.
Дипломатите често използват думата при политика на запазване на неопределеността вместо на определяне на състоянието и окончателно разрешаване на проблема.
Пример за дипломатическа неопределеност е политическото състояние на Тайван.